# Gibo Perlotto
"Gibo" Angelo Gilberto Perlotto (Vicenza, 20 agosto 1959) è uno scultore italiano.
È uno degli esponenti dell'arte contemporanea fabbrile nel campo dell'iperrealismo .

## Biografia
Gibo Perlotto è il quarto discendente di un’antica famiglia di maestri fabbrili, il bisnonno Antonio Lora fu anch'egli un importante  artista della lavorazione del ferro e del bronzo tra la fine dell’ottocento e il primo novecento. Ha iniziato a lavorare negli anni 1980 guidato dal padre Germano Perlotto, apprendendo le tecniche di forgiatura dei metalli. Dopo aver lavorato per importanti laboratori d’arte inizia a cimentarsi nello specifico sulle lavorazioni di ferro e bronzo, sperimentando i metodi di fusione a cera persa e finiture di conservazione dei metalli, tecniche dello sbalzo e del cesello. Si è cimentato negli anni anche ad alcuni restauri come l’Arcangelo S. Michele e il Drago, opera del 1903 di Antonio Lora, posta sulla sommità della torre campanaria di Trissino, Vicenza e il restauro della scultura a Fabio Filzi di Giuseppe Zanetti ad Arzignano, opera del 1925.
Il verismo di Gibo è stato spiegato anche dall’amico Mario Rigoni Stern che di lui scriveva:
ma che non hanno, però, l’impronta delle mani dell’uomo. 
Solo lo spirito di un poeta poteva pensare; fermiamoli nel tempo e nel ricordo con il ferro forgiato al color bianco e battuto sull’incudine; trasmettiamo
per sempre il loro ricordo per quello che sono stati nella vita di tanti e per quello che sanno suggerirci.
Così ecco la carèga di paglia consunta, il tabàro, la monèga, il bigòlo, la chitarra con le corde rotte e la cassa armonica scollata, il tajàpan…
Ora sono fissati per sempre nella solidità del metallo anche per coloro che hanno memoria labile, o per chi non li aveva visti in uso: sono qui a trasmetterci di un tempo povero, sì, ma ricco forse di altre cose che abbiamo perduto.»
Gibo fa della sua arte una ricerca continua di quelle memorie della cultura dell’uomo da cui la tecnologia ci sta lentamente e inesorabilmente sempre più allontanando. I suoi temi sono: i Libri, le Carèghe, l’Orto, le opere del ciclo della Memoria contadina, i Cavalletti di pittura, le Metal-morfosi, le Crepe. Oggetti che evocano un mondo antico, che rievocano le nostre origini, la nostra storia, che non dovremmo mai dimenticare per continuare a crescere nella dimensione di uomini. Perché questo mondo attuale sempre più virtuale sta modificando le nostre percezioni, i nostri sensi, le nostre relazioni; alla fine modificherà anche i nostri sentimenti, le nostre emozioni, le nostre condivisioni, infine noi stessi, se non sapremo proteggerci, conservando memoria della nostra storia, del nostro divenire. Siamo figli di una civiltà nata dal fuoco e Gibo con il fuoco forgia opere che ci ricordano che tutto, anche il Web, la fenomenale “ragnatela globale” in cui sempre più saremo avvinti, origina da lì, dal fuoco, come un libro, una Carèga de paja, un ramo di pomodoro dell’orto.

## Gibo Perlotto e la scultura per Cristina Castagna
Nel 2024 Gibo Perlotto, su richiesta della famiglia, realizza una copia della scultura già realizzata in memoria dell'alpinista Cristina Castagna dal titolo: El Grio (omaggio a Cristina Castagna). La prima scultura in bronzo, realizzata nel 2016, è poi stata collocata presso il Rifugio Mario Fraccaroli situato poco sotto Cima Carega nelle Prealpi Vicentine.
La seconda copia della scultura, in bronzo e resina, è stata installata in Pakistan, nella zona montuosa di Ghotolti, il 10 agosto 2024, durante l'inaugurazione del rifugio alpino a lei dedicato il Cristina Castanga Center. L'opera, simbolo di resilienza e passione per la montagna, è stata presentata alla presenza dei familiari di Cristina e del presidente del Club Alpino Italiano (CAI), il quale, insieme alle associazioni territoriali, ha contribuito alla realizzazione del rifugio. 
L'idea di un rifugio ha preso vita grazie all'alpinista vicentino Tarcisio Bellò, amico personale di Cristina, che insieme ad altri amici e sostenitori, ha lavorato anni per renderlo possibile.
L'iniziativa, dedicata alla memoria dell'alpinista vicentina Cristina Castagna, scomparsa nel 2009 durante una spedizione sul Broad Peak, mira a offrire sostegno alla comunità locale e agli escursionisti.
Secondo quanto riportato dal sito Planet Mountain 
, il progetto è stato inaugurato nel 2022 e rappresenta un esempio di cooperazione tra il Club Alpino Italiano (CAI) e le comunità del luogo. 

## Mostre personali
- "Oltre il metallo", Baden, Austria, 1996
- "Lungo il Danubio", Nuova Ulma, Germania, Museo Edwin Scharff, 2000
- "Memoria Contadina", Reims, Francia, 2001
- "Biennale Internazionale Palagio Fiorentino Stia", Arezzo, Italia, 2005
- "Vi-Art", Vicenza, Monte di Pietà, Italia, 2008
- "Le nevi di Mario Rigoni Stern", Arcore, Italia, Villa Borromeo d'Adda, 2012
- "Elevami", Venezia, Italia, Santa Maria Gloriosa dei Frari, 2013
- "Papa Francesco benedice la mangiatoia Betlemita", Vaticano, Piazza San Pietro, 2015 [6][7]
- "Arte a Palazzo", Bologna, Italia, Galleria Farini Concept, 2015
- "Casa Maestra", Feltre, Italia, Palazzo Borgasio, 2016
- "L'enigma del Reale", Montecchio Maggiore, Italia, Galleria Civica, 2018
- “Omaggio a Dino Buzzati”, Bergamo, Italia, Università di Bergamo, sede di Sant'Agostino, 2022[8]

- “Anterem”, Verona, Italia, Biblioteca Civica, Sala Farinati, 2023 [9]